# Chiesa di Sant'Egidio (Tolfa)
La chiesa collegiata di Sant'Egidio Abate è il principale luogo di culto cattolico di Tolfa, nel centro storico della città ed è la sede della parrocchia del paese. È dedicata a sant'Egidio abate.

## Struttura
La chiesa è costituita da tre navate. Si presenta con un'alta facciata degli anni sessanta con una porta centrale e due laterali. Ha una grande abside, chiamata comunemente "il torrione", in cui si trova un quadro di Sant'Egidio abate, dipinto da Cesare Camussei. In una cappella laterale, sul lato sinistro, si trova un Cristo benedicente attribuito alla scuola del Massaro. Nella cappella di fronte, invece, si trova il busto dorato di Sant'Egidio abate, portato in processione il 31 agosto di ogni anno.

## Galleria d'immagini

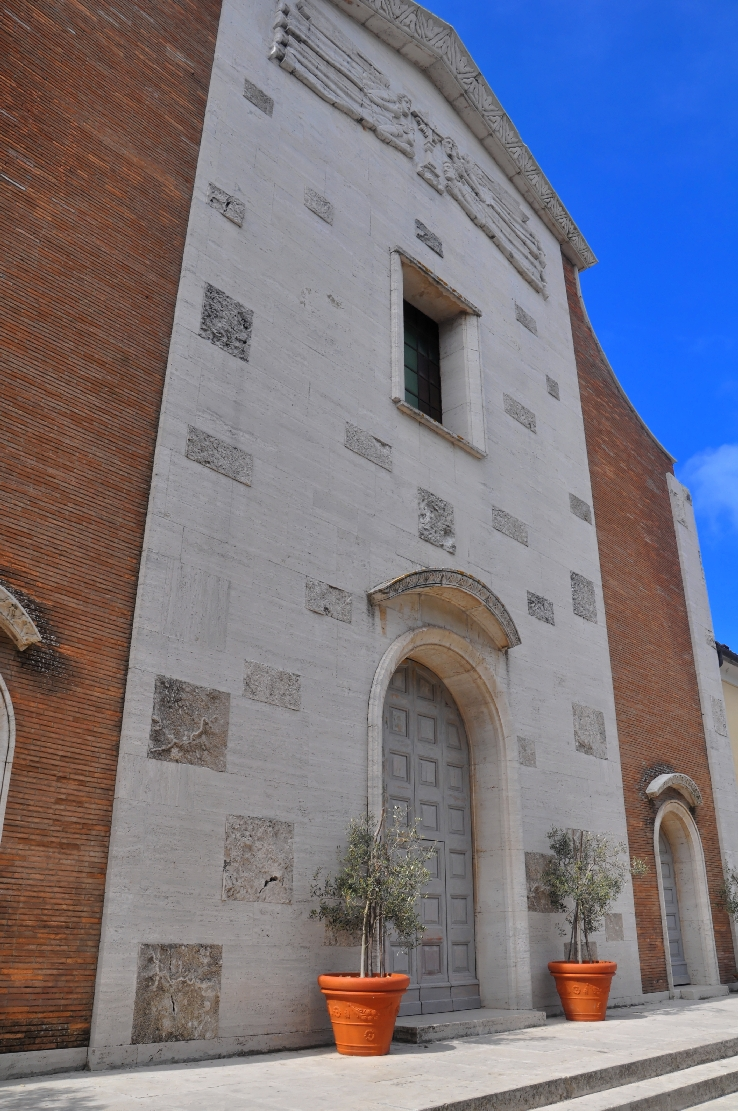
Portone centrale della collegiata
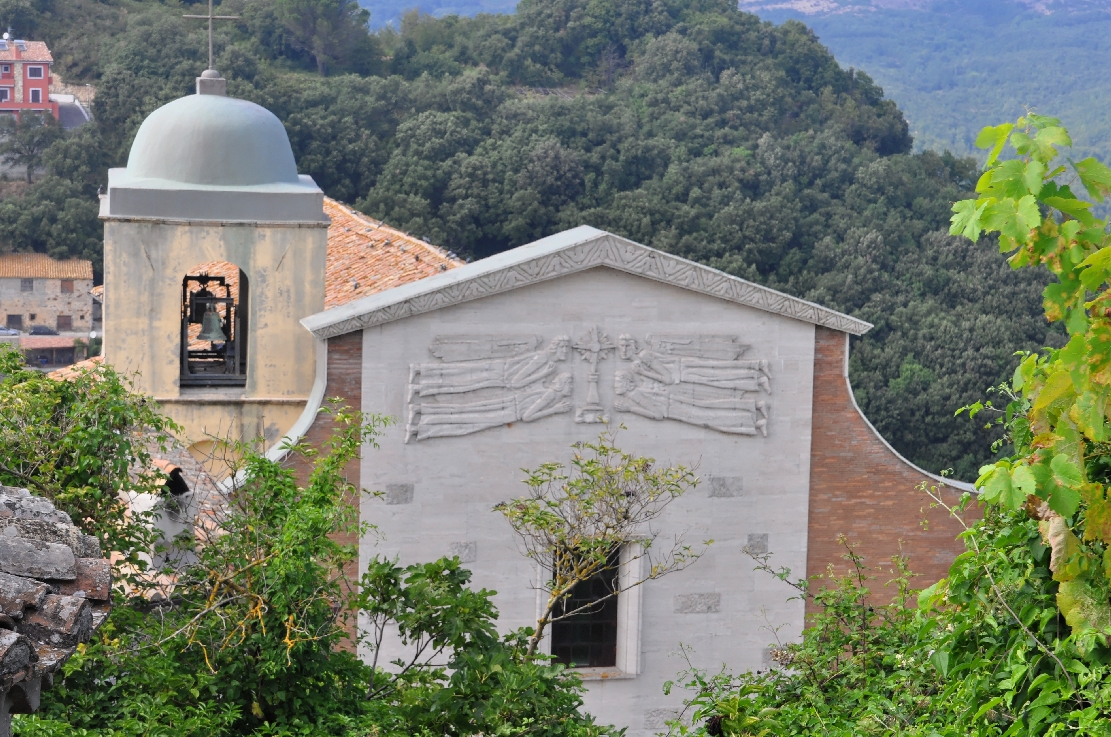
Particolare della facciata superiore
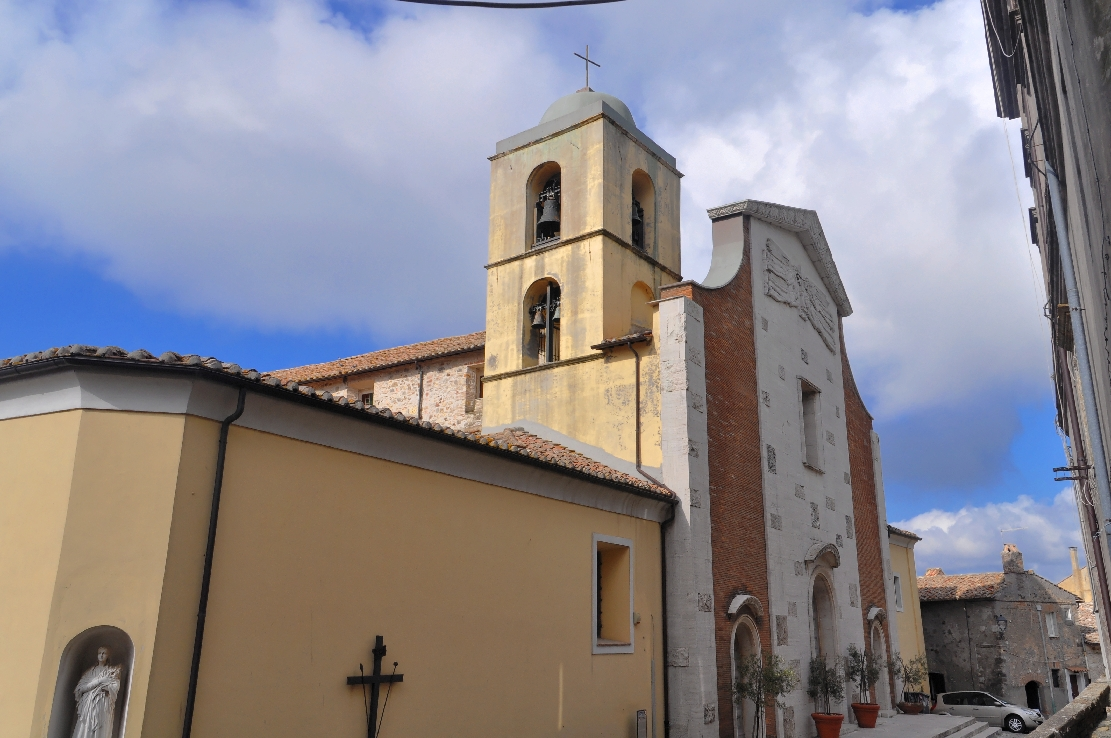
Collegiata di Sant'Egidio Abate
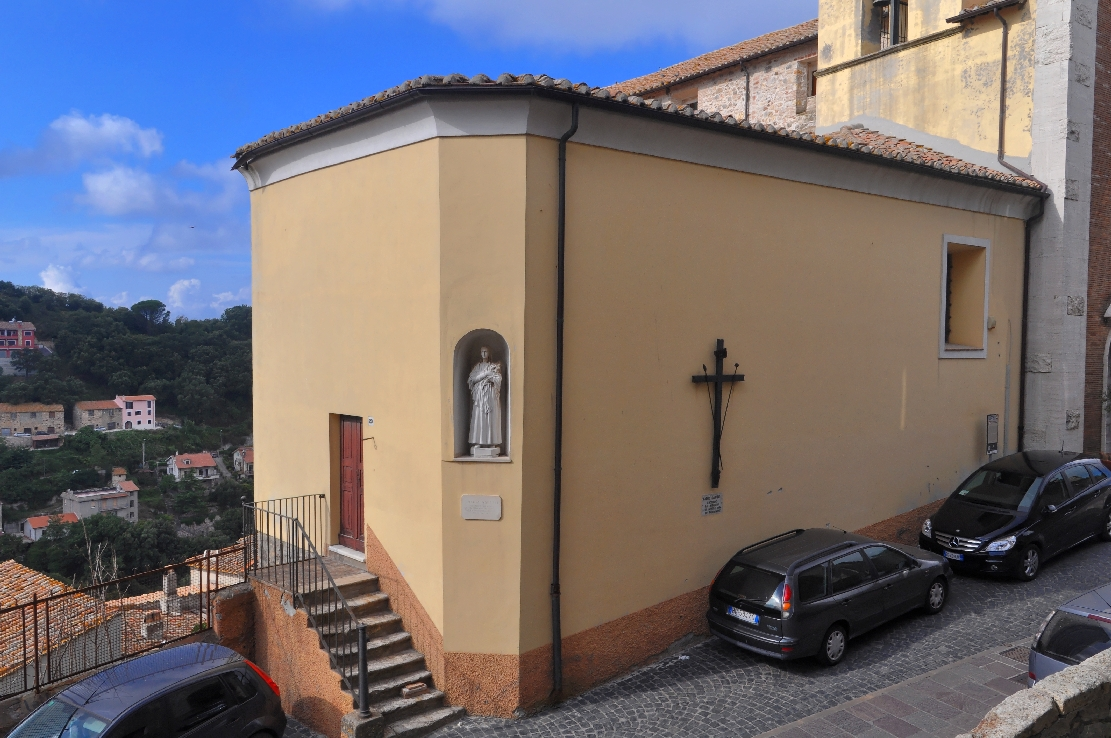
Particolare della cappelletta devozionale di Santa Maria Goretti